# 大同路 (元朝)
大同路，元朝时设置的路。
辽兴宗改云州为大同府，元朝改为大同路，治所在大同县（今山西省大同市），属中书省直辖。辖境相当今山西大同市、阳高县、天镇县，河北省怀安县、阳原县等地区。下辖弘州、浑源州、应州、朔州、丰州、云内州、东胜州、武州等州，大同、白登、怀仁、金城、山阴、马邑、宣宁、平地等县。明太祖重新改为大同府。1912年废除大同府。